# Canthon reichei
Canthon reichei là một loài bọ cánh cứng trong họ Bọ hung (Scarabaeidae).